# Геррон, Рауль
Рауль Геррон (полностью — Рауль Фернандо Геррон Мендес исп. Raúl Fernando Guerrón Méndez; род. 12 октября 1976 в Атунтаки) — эквадорский футболист, защитник, выступавший за различные эквадорские клубы. Он является старшим братом футболиста Хоффре Геррона.

## Клубная карьера
Большую часть своей футбольной карьеры Геррон провёл в эквадорском клубе «Депортиво Кито».

## Международная карьера
Рауль Геррон попал в состав сборной Эквадора на Чемпионате мира 2002 года. Во всех 3-х матчах сборной Эквадора на этом турнире Геррон выходил в стартовом составе и играл все 90 минут (против сборных Италии, Мексики и Хорватии. В матче с мексиканцами Геррон получил жёлтую карточку.